# Génesis Rodríguez
Génesis Rodríguez Pérez, född 29 juli 1987 i Miami i Florida, är en amerikansk skådespelerska och modell. 

## Filmografi, i urval
- 2010 – Entourage (TV-serie)
- 2011 – Man on a Ledge
- 2012 – What to Expect
- 2013 – The Last Stand
- 2013 – Identity Thief
- 2014 – Big Hero 6
- 2015 – Run All Night
- 2015 – Yoga Hosers